# Parque Papagayo
El Parque Ignacio Manuel Altamirano, más conocido como el Parque Papagayo, es una amplia reserva ecológica, recreativa y turística localizada en el puerto de Acapulco, Guerrero, al sur de México. Tiene un área de 218 000 m² y alberga además de extensas áreas verdes y tres lagos artificiales, una gran cantidad de especies exóticas en cautiverio. Por otro lado, el parque cuenta con sitios de recreación infantil y popular como lo son una feria, canchas deportivas, una pista de patinaje, una biblioteca, entre muchos más. Por ser la única y más extensa área verde de la ciudad, es conocido como El pulmón verde de Acapulco.
Destacan otros puntos de importancia como lo es el Palacio Municipal de Acapulco en la parte Norte del parque, con acceso público por la Avenida Cuauhtémoc.

## Ubicación
El parque se localiza dentro del Fraccionamiento Hornos Insurgentes, entre los límites de la zonas turísticas del Acapulco Tradicional y Dorado. Limita al norte con la Avenida Cuauhtémoc, al sur con la Avenida Costera Miguel Alemán, al este con la Avenida Manuel Gómez Morín<ref<references group="nota">Cuando se expropió el parque en 1979 y se inauguró dos años después, esta calle tenía el nombre de Álvaro Amézquita. Posterior al establecimiento de la sede el PAN en esta calle, se le renombró al actual.</ref> y al oeste con la Avenida Juan Sebastián Elcano. Posee dos accesos principales, uno por la Avenida Costera Miguel Alemán y otro por la Avenida Cuauhtémoc. Este último, es identificado por una escultura monumental de una piñata, obra del escultor Alberto Chessal.

## Historia

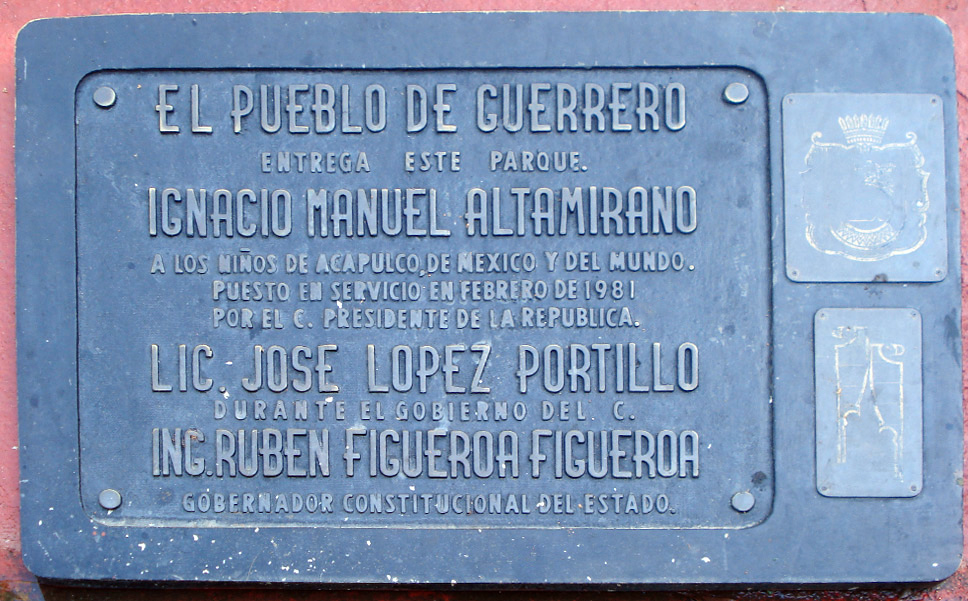
Placa de inauguración del Parque Papagayo.

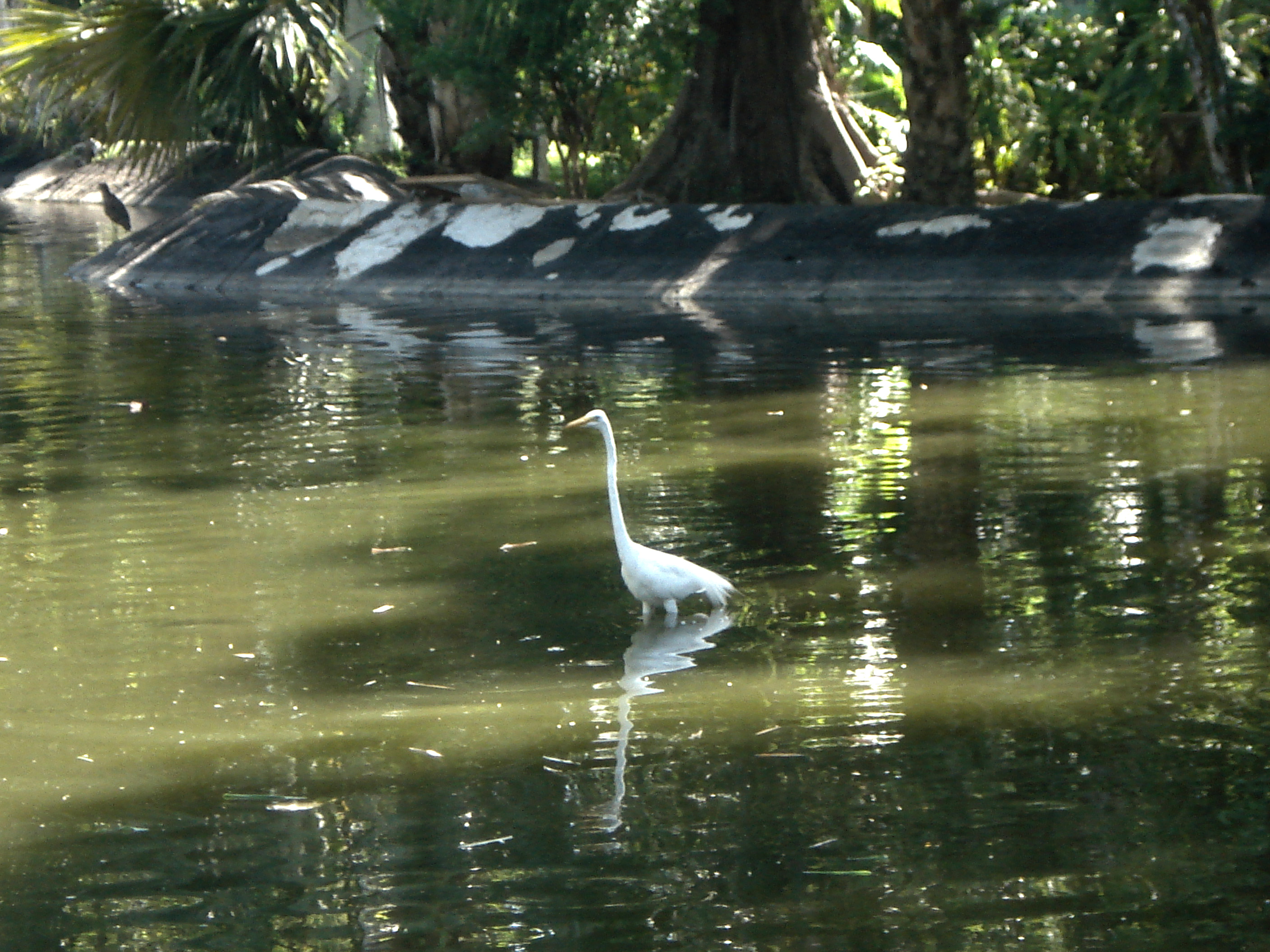
Fauna presente en el parque.

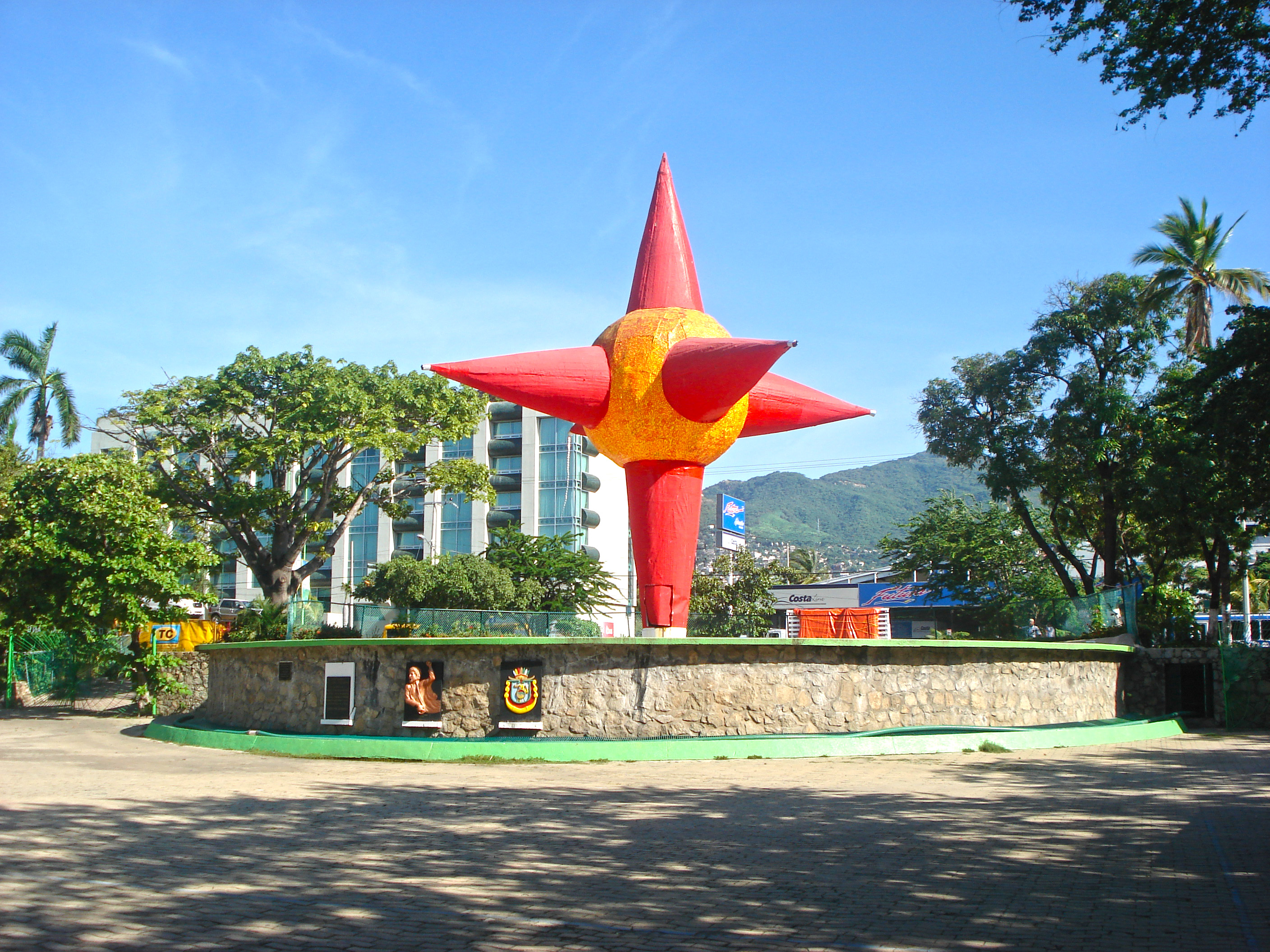
Escultura de una piñata en el acceso posterior del parque, obra del escultor Alberto Chessal.

El predio que actualmente ocupa el parque era antes de 1930 una vasta extensión de huertas entre cuyos propietarios figuraban la familia del líder obrero Juan R. Escudero. Después de dicho año, es expropiado por el entonces presidente de la república Pascual Ortiz Rubio por "causas de utilidad pública" para que 22 hectáreas del actual predio pasaran a manos del General Juan Andrew Almazán quien ejercía el cargo de Secretario de Comunicaciones y Obras Públicas dentro del gabinete de dicho presidente. Posteriormente Almazán, aconsejado por el empresario Emilio Azcárraga Vidaurreta, se involucra en la actividad hotelera y construye una serie de bungalows consolidándolos más tarde como un hotel de playa que llevaría los nombres de Hornos, Anáhuac y posteriormente Papagayo. En dichos bungalows se hospedaron el compositor Agustín Lara y la actriz María Félix en 1947. Después se levantó un moderno edificio, diseñado por el arquitecto Juan Serrano, sobre el camino ya trazado que se convertiría más tarde en la Avenida Costera Miguel Alemán. El hotel siguió siendo administrado por la familia de Almazán hasta el 15 de junio de 1972, fecha en que cerró sus puertas a causa de su abundante deterioro y ante la incesante competencia de nuevos y lujosos hoteles en el puerto. A razón del nombre del hotel, la gente llamaría al lugar como "Papagayo". 
El predio es vendido por 40 millones de pesos y pasa a manos de la empresa Blanco Sucesores, conocida fabricante de telas administrada por los hermanos Estanislao y Manuel Blanco. Con la intención de realizar la expropiación del predio, el Gobierno del Estado de Guerrero indemniza a la empresa con 207 millones de pesos (mil pesos el metro cuadrado), proceso que generó un prolongado litigio entre el gobierno del estado y dicha empresa por algunos años. Blanco Sucesores consideraba como inconstitucional el decreto expropiatorio y exigía una indemnización de mil millones de pesos.
El 1 de marzo de 1979, mediante un decreto del gobernador del estado Rubén Figueroa Figueroa, el predio es expropiado para convertirlo en un parque recreativo para la ciudadanía nombrándolo como Ignacio Manuel Altamirano, en honor al escritor guerrerense. Su proyecto tuvo el asesoramiento de técnicos de Disneylandia contemplando un parque futurista con acceso al mar. Por tal motivo, se contempló la oportunidad de transformar un tramo de la Avenida Costera Miguel Alemán en un paso por debajo del nivel del mar, conocido después como el paso a desnivel, para facilitar del parque a la playa un acceso libre y directo para los ciudadanos. También se construyó un teleférico que bajaría desde una de las elevaciones del predio, conocido como el cerro de El Herrador hasta la playa. Mismo mecanismo que nunca funcionó por falta de cumplimiento de pagos por parte del gobierno del estado, que encabezaría Alejandro Cervantes Delgado, sucesor de Figueroa Figueroa.
Posterior a su inauguración el 28 de febrero de 1981, el parque poseía una gran población de aves exóticas, importadas de Sudamérica y del sur de México, entre las que destacaban flamingos, tucanes y garzas, conformando así una población de hasta dos mil aves en un aviario con una red de alrededor de 700 metros. Sin embargo, de 1981 a 1987 el parque sufrió un importante robo de sus especies, además del abandono en su mantenimiento.
Para 1992, el entonces gobernador José Francisco Ruiz Massieu pretendió entregar la mitad del predio del parque al empresario Moisés Assaduet quien contemplaba construir un supermercado, esto con el objeto de solucionar el litigio suscitado desde la expropiación del predio. Ante la decisión del gobernador, surgieron numerosas protestas ciudadanas, entre ellas, de un grupo de ciudadanos y usuarios del parque que se hicieron llamar "Defensores del Parque Papagayo", quienes lograron detener la deforestación que ya se había comenzado en parte del predio. Este grupo posteriormente dio forma a la Asociación ambientalista Guerreros Verdes A.C. Finalmente, el gobernador indemnizó al empresario con terrenos en la zona de Acapulco Diamante.
El 13 de enero de 1993 se decreta el establecimiento del Régimen Ecológico del Parque Ignacio Manuel Altamirano en Acapulco de Jurisdicción Local que tiene como objeto la conservación y la protección ecológicas del parque así como establecimiento definitivo como área de recreación popular. La madrugada del 9 de octubre de 1997, el paso del Huracán Paulina provocó graves daños en el puerto, entre ellos, una inundación importante en el paso desnivel del parque. Tras este acontecimiento, el 24 de junio de 1998 el gobierno federal comenzó las obras de relleno para cancelarlo definitivamente, restableciendo dicho tramo de la Avenida Costera Miguel Alemán a su aspecto original a finales de ese año.

## Remodelación
En el año 2020 se pretenden una remodelación, por parte del Gobierno Federal y Estatal, pero debido a que los niveles de gobierno no presentaron un proyecto incluyente y claro, entre la comunidad acapulqueña, ambientalistas y trabajadores del parque papagayo se ha derivado en protestas y manifestaciones con la petición que el Gobierno en general demuestre el verdadero proyecto que se pretende para el Parque Papagayo y se comprometan por escrito conveniente a la comunidad acapulqueña.